# Forcipiger
Forcipiger é um gênero de peixes-borboleta da família Chaetodontidae.
Existem 3 espécies atualmente referidas neste gênero:
- Forcipiger flavissimus
- Forcipiger longirostris
- Forcipiger wanai